# تاريخ نظرية غشاء الخلية
ترجع أصول نظرية الخلية إلى عمليات الرصد المجهرية في القرن السابع عشر، ولكن ما يقرب من مائتي عام قبل وضع نظرية كاملة لغشاء الخلية لشرح ما يفصل الخلايا عن العالم الخارجي. وبحلول القرن التاسع عشر، كان من المقبول أن يكون هناك شكل من أشكال الحاجز شبه القابل للاختراق حول الخلية. وقد أدت الدراسات التي أجريت على عمل جزيئات التخدير إلى نظرية مفادها أن هذا الحاجز قد يكون مصنوعاً من نوع من الدهون (الدهنية)، ولكن البنية لا تزال غير معروفة. وأشارت سلسلة من التجارب الرائدة في عام 1925 إلى أن هذا الغشاء الحاجز يتكون من طبقتين جزيئيتين من الدهون - طبقة ثنائية الدهون. وقد أكدت أدوات جديدة على مدى العقود القليلة التالية هذه النظرية، ولكن ظل الجدل قائمًا حول دور البروتينات في غشاء الخلية. وفي النهاية، كان نموذج فسيفساء السوائل يتكون من البروتينات التي «تطفو» في بياض السوائل الدهنية «بحر». على الرغم من تبسيطه وعدم اكتماله، لا يزال هذا النموذج مراجعًا على نطاق واسع اليوم.

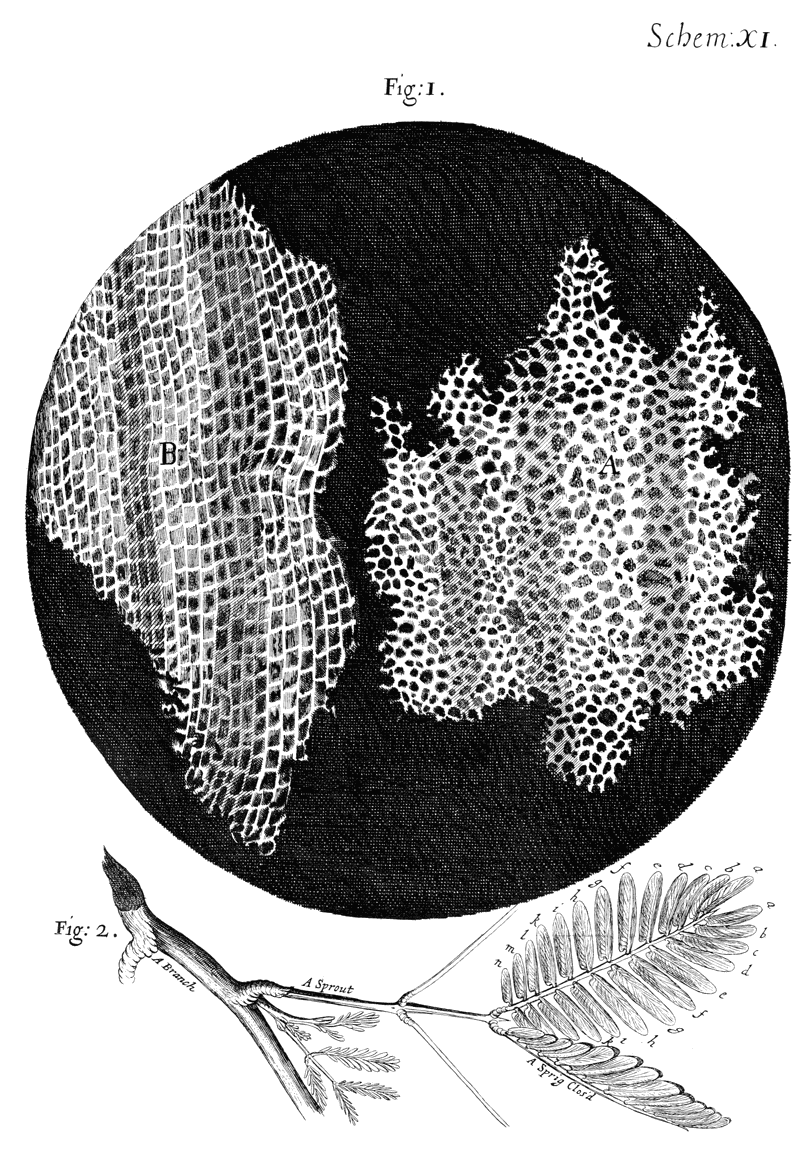
رسم تخطيطي للفلين من خلال المجهر. كان كورك من أوائل المواد التي فحصها روبرت هوك من خلال مجهره ووجد أنه يتكون من آلاف الجيوب الدقيقة التي أطلق عليها اسم «الخلايا».

## نظريات الحاجز المبكرة
منذ اختراع المجهر في القرن اواخر القرن السادس عشر,كان من المعروف أن الأنسجة النباتية والحيوانية تتألف من خلايا: فقد تم اكتشاف الخلية بواسطة روبرت هوك. كان جدار الخلايا النباتية مرئيًا بسهولة حتى مع هذه المجهرية المبكرة ولكن لم يكن هناك حاجز مماثل مرئي على الخلايا الحيوانية، على الرغم من أنه كان من المنطقي أن يكون المرء موجودًا. بحلول منتصف القرن التاسع عشر، كان يجري التحقيق بنشاط في هذه المسألة ولاحظ موريتز تراوب أن هذه الطبقة الخارجية يجب أن تكون قابلة للسماح بنقل الأيونات. لم يكن لدى تراوب أي دليل مباشر على تكوين هذا الفيلم، ومع ذلك، وعلى نحو خاطئ.
كانت الطبيعة الدهنية لغشاء الخلية في البداية بديهية بشكل صحيح من قبل كوينك، الذي لاحظ أن الخلية بشكل عام تشكل شكلًا كرويًا في الماء، وعندما تنكسر إلى النصف، تشكل مجالين أصغر حجماً. المادة الوحيدة المعروفة لإظهار هذا السلوك كانت الزيت. وأشارأيضاً إلى أن غشاءاً رقيقاً من الزيت يتصرف كغشاء شبه نافذ، على وجه التحديد كما هو متوقع. واستناداً إلى هذه الملاحظات، أكد كوينكي أن غشاء الخلية يتكون من طبقة سائلة من الدهون التي يقل سمكها عن 100 نانومتر. وقد تم توسيع هذه النظرية بأدلة من دراسة التخدير. لاحظ كل من هانز هورست ماير وإرنست أوفرتون بشكل مستقل أن المواد الكيميائية التي تعمل كمواد تخدير عامة هي أيضًا تلك القابلة للذوبان في كل من الماء والزيت. ل فسروا هذا على أنه يعني أن لتمرير غشاء الخلية جزيء يجب أن يكون على الأقل قليل الذوبان في الزيت، "نظرية التخدير الدهنية". واستناداً إلى هذه الأدلة والتجارب الاضافية، خلصوا إلى أن غشاء الخلية قد يكون مصنوعًا من الليسيثين (فوسفاتيديل كولين) والكوليسترول. وكان أحد الانتقادات المبكرة لهذه النظرية هو أنها لم تتضمن أي آلية للنقل الانتقائي المعتمد على الطاقة. ظل هذا «العيب» دون إجابة لما يقرب من نصف قرن حتى اكتشاف أن الجزيئات المتخصصة تسمى بروتينات الغشاء المتكاملة يمكن أن تعمل كمضخات نقل أيونية.

## اكتشاف بنية الدهون ثنائية الطبقة

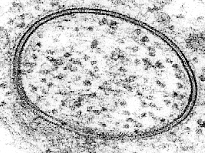
صورة مجهرية من صورة مجهرية إلكترونية لناقل الحركة تظهر حويصلة دهنية. الشريطان الداكنان هما المنشوران اللذان يتألفان من طبقة ثنائية. أكدت الصور المماثلة التي التقطت في الخمسينيات والستينيات من القرن الماضي طبيعة الطبقة الثنائية لغشاء الخلية

وبالتالي، بحلول أوائل القرن العشرين، كانت المادة الكيميائية، ولكن ليس الطبيعة الهيكلية لغشاء الخلية المعروفة. وقد وضعت تجربتان في عام 1924 الأساس لسد هذه الفجوة. من خلال قياس قدرة محاليل كريات الدم الحمراء ، قرر فريك أن غشاء الخلية كان سميكاً 3.3 نانومتر. على الرغم من أن نتائج هذه التجربة كانت دقيقة، إلا أن فريك أخطأ في تفسير البيانات على أنها تعني أن غشاء الخلية عبارة عن طبقة جزيئية واحدة. نظرًا لأن مجموعات رؤوس الدهون القطبية هي كاملة الرطوبة، فإنها لا تظهر في قياس القدرة بمعنى أن هذه التجربة في الواقع قياس سمك نواة الهيدروكربون، وليس الطبقة الثنائية بأكملها. وتناول جورتر وجريندل المشكلة من منظور مختلف، فأجريا عملية استخراج دهون كريات الدم الحمراء بالمذيب ونشر المواد الناتجة كطبقة أحادية في حوض لانجموير بلودجيت. وعندما قارنوا مساحة الطبقة الأحادية بمساحة سطح الخلايا، وجدوا نسبة من اثنين إلى واحد. وأظهرت التحليلات اللاحقة لهذه التجربة العديد من المشاكل بما في ذلك عدم صحة ضغط أحادي الطبقة، وعدم اكتمال استخراج الدهون، وسوء تقديرمساحة سطح الخلية. وعلى الرغم من هذه القضايا، فإن الاستنتاج الأساسي هو أن غشاء الخلية عبارة عن غشاء دهني ثنائي الطبقة- كان صحيحاً.